# Rionegro Águilas
Rionegro Águilas ist ein 2008 gegründeter kolumbianischer Fußballverein, der seit März 2015 seinen Sitz in Rionegro, Antioquia hat, bis Ende 2015 unter dem Namen Águilas Doradas. Von Mai 2014 bis März 2015 spielte der Verein unter dem Namen Águilas Pereira in Pereira, Risaralda. Bis Mai 2014 war der Verein in Itagüí, Antioquia, ansässig und war unter den Namen Itagüí FC und Itagüí Ditaires bekannt, auch wenn der offizielle Name Corporación Deportiva Ciudad de Itagüí lautete.

## Geschichte

Altes Logo von Águilas Doradas

Der Verein entstand 2008 durch die Übernahme des Startrechts des Vereins Bajo Cauca Fútbol Club aus Caucasia und die Annahme des Namens Corporación Deportiva Ciudad de Itagüí. Bekannt wurde der Verein aber unter dem Namen Itagüí Ditaires, seit 2013 Itagüí FC.
Bis 2010 spielte der Verein in der kolumbianischen zweiten Liga. In der Spielzeit 2010 wurde Itagüí Meister der zweiten Liga und stieg in die erste Liga auf. Im gleichen Jahr erreichte der Club auch als erster Zweitligist das Finale der Copa Colombia, verlor dies aber gegen Deportivo Cali.
Die bis dahin beste Spielzeit von Itagüí in der ersten Liga war die Spielzeit 2012, an deren Ende die Qualifikation für die Copa Sudamericana 2013 stand, bei der der Verein das Viertelfinale erreichte.
Im Mai 2014 wurde bekannt, dass die Stadtregierung von Itagüí beschlossen hat, den Verein nicht mehr in Itagüí spielen zu lassen. Vorangegangen war ein Konflikt um die Finanzierung des Vereins. Der Verein zog nach Pereira um und wurde deswegen zunächst umbenannt in Águilas Doradas de Risaralda und dann in Águilas Pereira. Zu Beginn der Hinserie 2015 gaben die Verantwortlichen des Vereins bekannt, dass dieser Pereira wieder verlasse. Im März 2015 wurde Rionegro als neuer Sitz bekanntgegeben.
Inmitten der verschiedenen Ortswechsel konnte der Verein in der Spielzeit 2014 erneut zwei Mal die Ligaphase überstehen und sich zum dritten Mal in Folge für die Copa Sudamericana qualifizieren. In der Hinserie 2015 jedoch verpasste Águilas Doradas erst zum zweiten Mal seit dem Aufstieg den Einzug in die Finalrunde. Auch in der Copa Sudamericana schied der Verein bereits in der 2. Runde gegen Club Olimpia aus Paraguay aus. In der Rückserie präsentierte sich der Verein noch schwächer und landete auf dem 14. Platz, weit entfernt, um den Einzug in die Finalrunde eingreifen zu können.
Im November 2015 wurde zunächst bekannt, dass Águilas Doradas nicht weiter in Rionegro bleiben kann und befand sich deswegen auf der Suche nach einem neuen Standort. Schließlich konnte jedoch der Verbleib in Rionegro gesichert werden, allerdings unter dem neuen Namen Rionegro Águilas und mit einer neuen Trikotfarbe (rot statt gold).
In der Spielzeit 2016 erreichte Rionegro Águilas in der Hinserie das Viertelfinale. In der Rückserie verpasste der Verein den Einzug in die Finalrunde. Am Ende konnte sich der Verein aber knapp für die Copa Sudamericana 2017 qualifizieren. Dort schied Rionegro Águilas aber bereits in der ersten Runde gegen den argentinischen Verein Racing Club aus. Auch in der Liga verpasste der Verein mit einem 14. Platz in der Ligaphase der Apertura 2017 den Einzug in die Finalrunde. Die Rückserie beendete Rionegro Águilas sogar nur auf dem letzten Platz. Auch ein Trainerwechsel im August 2017 von Óscar Hernando Pérez, der erst im Mai verpflichtet worden war, zu Diego Edison Umaña konnte die schlechteste Spielzeit seit dem Aufstieg nicht verhindern. Auch in der Gesamttabelle belegte Rionegro Águilas den letzten Platz.
Neuer Trainer für die Apertura 2018 wurde Hernán Torres Oliveros, der den Verein auf den 13. Platz führte, damit aber den Einzug in die Finalrunde verpasste. Nach seinem Rücktritt Ende Mai 2018 wurde als Nachfolge Jorge Luis Bernal vorgestellt. In der Finalización 2018 erreichte Rionegro Águilas das Halbfinale.
Nach einem schwachen Start in die Saison 2019 wurde Bernal durch Ever Hugo Almeida ersetzt, der jedoch nach einem Monat wieder zurücktrat. Auf ihn folgte Eduardo Cruz. In der Copa Sudamericana 2019 schied Rionegro in der zweiten Runde aus. Die Apertura der Liga schloss der Verein auf dem vorletzten Platz ab.

## Stadion
Rionegro Águilas spielt seit März 2015 seine Heimspiele im Estadio Alberto Grisales in Rionegro, das eine Kapazität von etwa 14.000 Plätzen hat.
Als Águilas Pereira spielte der Verein von Mai 2014 bis Februar 2015 seine Heimspiele im Estadio Hernán Ramírez Villegas in Pereira, das eine Kapazität von 30.297 Plätzen hat.
Itagüí FC absolvierte bis Mai 2014 seine Heimspiele im Estadio Metropolitano Ciudad de Itagüí. Das Stadion wurde 1994 erbaut und hat eine Kapazität von etwa 12.000 Plätzen.

## Sportlicher Verlauf

### Erfolge
- Meister Categoría Primera B: 2010
- Vizepokalsieger: 2010
- Vizemeister Categoría Primera B: 1999
- Teilnahme an der Copa Sudamericana: 5×

2013: Viertelfinale
2014: 1. Runde
2015: 2. Runde
2017: 1. Runde
2019: 2. Runde

### Saisondaten seit 2008
| Spielzeit                                           | Liga                 | Ligaebene | Platz       | Finalrunde          |
| --------------------------------------------------- | -------------------- | --------- | ----------- | ------------------- |
| 2008-II                                             | Copa Premier         | II        | 6. Gruppe A | -                   |
| 2009-I                                              | Copa Premier         | II        | 2. Gruppe A | 1. Gruppe B Finale  |
| 2009-II                                             | Copa Premier         | II        | 1. Gruppe A | 4. Gruppe A         |
| 2010                                                | Torneo Postobón      | II        | 1.          | 1. Gruppe A Meister |
| 2011-I                                              | Liga Postobón        | I         | 11.         | -                   |
| 2011-II                                             | Liga Postobón        | I         | 2.          | Viertelfinale       |
| 2012-I                                              | Liga Postobón        | I         | 3.          | 4. Gruppe B         |
| 2012-II                                             | Liga Postobón        | I         | 4.          | 3. Gruppe B         |
| 2013-I                                              | Liga Postobón        | I         | 3.          | 2. Gruppe B         |
| 2013-II                                             | Liga Postobón        | I         | 8.          | 4. Gruppe A         |
| 2014-I                                              | Liga Postobón        | I         | 7.          | Viertelfinale       |
| 2014-II                                             | Liga Postobón        | I         | 4.          | 3. Gruppe B         |
| 2015-I                                              | Liga Águila          | I         | 10.         | -                   |
| 2015-II                                             | Liga Águila          | I         | 14.         | -                   |
| 2016-I                                              | Liga Águila          | I         | 6.          | Viertelfinale       |
| 2016-II                                             | Liga Águila          | I         | 12.         | -                   |
| 2017-I                                              | Liga Águila          | I         | 14.         | -                   |
| 2017-II                                             | Liga Águila          | I         | 20.         | -                   |
| 2018-I                                              | Liga Águila          | I         | 13.         | -                   |
| 2018-II                                             | Liga Águila          | I         | 7.          | Halbfinale          |
| 2019-I                                              | Liga Águila          | I         | 19.         | -                   |
| 2019-II                                             | Liga Águila          | I         | 13.         | -                   |
| 2020                                                | Liga BetPlay Dimayor | I         | 9.          | -                   |
| 2021-I                                              | Liga BetPlay Dimayor | I         | 18.         | -                   |
| 2021-II                                             | Liga BetPlay Dimayor | I         | 13.         | -                   |
| grün unterlegt: Aufstieg in die Categoría Primera A |                      |           |             |                     |

## Trainer
- Jorge Luis Bernal (2013, 2014)[14]
- Álex Aguinaga (2014)
- Néstor Otero (2015–2016, 2016–2017)[15]
- Óscar Hernando Pérez (2017)[16]
- Diego Edison Umaña (2017)[17]
- Hernán Torres Oliveros (2017–2018)[18]
- Jorge Luis Bernal (2018–2019)
- Ever Hugo Almeida (2019)
- Eduardo Cruz (2019–)